# Еталон
За насељено место у Француској, види Еталон.
Еталон је материјализована мера, мерни инструмент или мерни систем намењен да дефинише, остварује, чува или репродукује једну јединицу односно једну или више познатих вредности једне величине како би се поређењем могле пренети на друга мерила.
Са гледишта метролошких својстава разликују се :
1. Међународни еталон тј. еталон признат међународним споразумом за међународну основу за утврђивање вредности свих других еталона односне величине;
2. Примарни еталон, тј. еталон јединице одређене величине који има најбоља метролошка својства која се проверавају поређењем са међународним еталоном а служи за утврђивање метролошких својстава секундарних еталона ;
3. Национални еталон, тј. еталон признат службеном националном одлуком за основу за утврђивање вредности свих других еталона односне величине у једној земљи. Уобичајено је да је национални еталон - примарни еталон .
4. Секундарни еталон, тј. еталон јединице одређене величине чија су метролошка својства утврђена поређењем са примарним еталоном, а служи за утврђивање метролошких својстава радних еталона ;
5. Радни еталон, је еталон јединице одређене величине чија су метролошка својства утврђена поређењем са секундарним еталоном, а служи за утврђивање метролошких својстава мерила .